# Lotus Excel

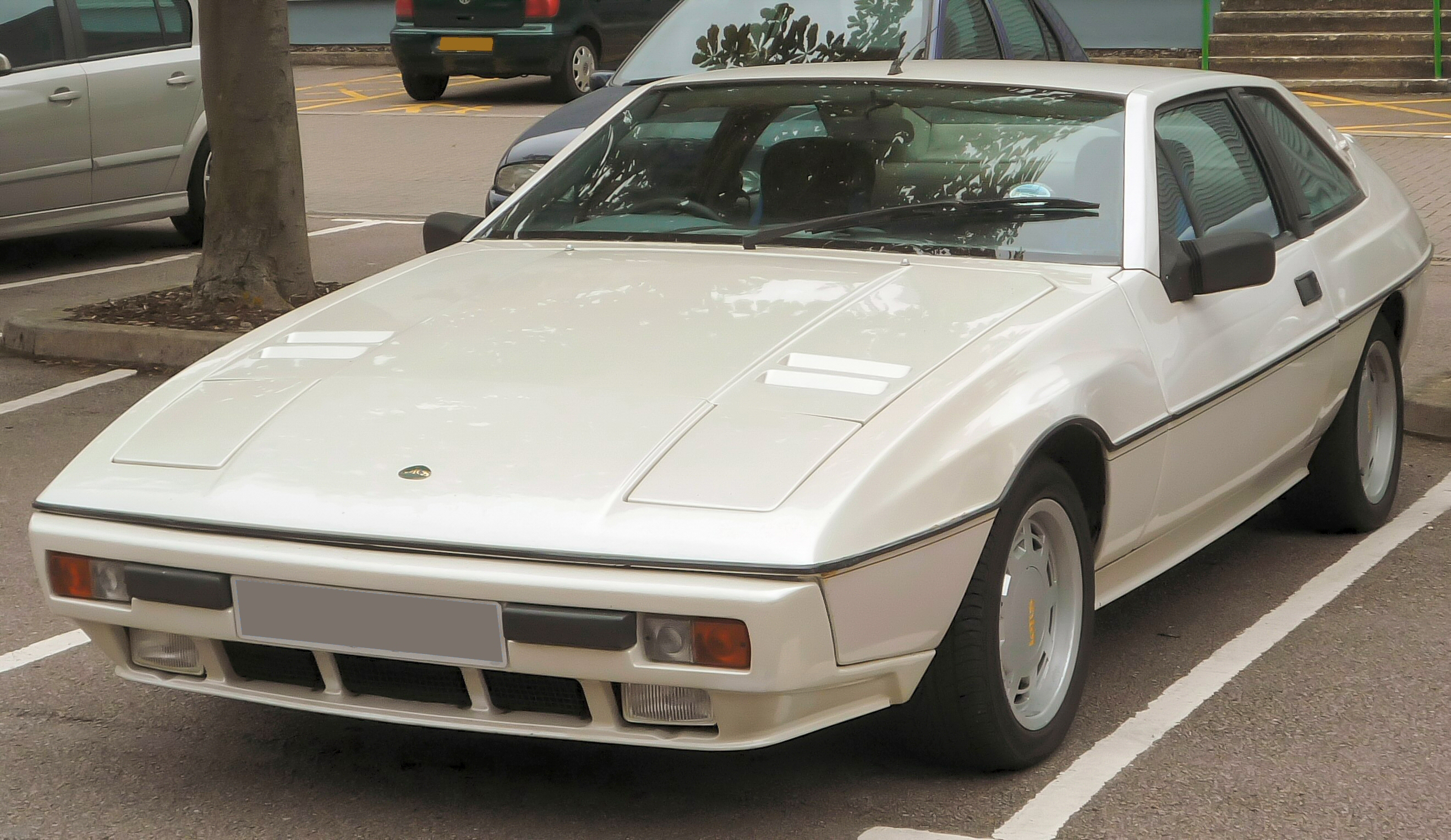
Lotus Excel

El Lotus Excel era un automóvil deportivo diseñado por Lotus. Fue construido entre los años 1982 y 1992, llevaba un motor delantero, y contaba con tracción trasera. Además, el automóvil se construyó basándose en el anterior Lotus ECLAT, que a su vez se basó en el anterior, Lotus Elite II. 

## Acuerdo entre Toyota y Lotus
Toyota y Lotus hicieron equipo para el desarrollo de la ingeniería del Toyota Supra. Durante este período, Toyota se convirtió en una importante accionista de Lotus, situación que se vio afectada cuando General Motors compró a Lotus. 

### Transmisión y diferencial trasero
Parte del acuerdo entre Toyota y Lotus incluyó el uso de muchos componentes de Toyota en sus coches. El Excel original comparte la transmisión manual W58, los ejes de transmisión, y el diferencial trasero, llantas de aleación y los tiradores de las puertas con el Supra Mk II, que se fabricó desde 1982 a 1986.

### Motor
El motor es el conocido DOHC, 2,2 litros del Lotus 912 que se utilizó en el Lotus Esprit S3. Durante su vida, el Excel recibió dos mejoras importantes con la introducción del SE Excel (a 180 kW bhp/134 motor contra la bhp/119 estándar de 160 kW con motor de automóvil) y con la aparición de espejos derivados de Citroën como aparecen en el Esprit, y las llantas de aleación OZ de 15 pulgadas con un patrón similar al Esprit. 
Hasta el día de hoy, muchos motores de Toyota son utilizados por Lotus.

### Dificultades para su fabricación
De acuerdo con los registros de Lotus, solo un ejemplar ha sido fabricado para EE. UU., debido al conjunto de condiciones que había para hacerlo, como por ejemplo, la falta de libertad para fabricarlo.
Futuro
El futuro Lotus Excel será construido próximamente por un plan quinquenal en el que un nuevo Excel se creará en torno al 2010, junto con un nuevo Cupé de 2+2 plazas y el nuevo Evora (2009).[cita requerida]